# Vata, Kaçanik
Vata (albanska: Vata, serbiska: Vata) är en by i Kosovo. Den ligger i kommunen Kaçanik. Enligt den senaste folkräkningen år 2011 fanns det 1675invånare.

## Demografi
| Demografi | 2011 |
| --------- | ---- |
| albaner   | 1675 |